# Campeonato Europeo de Baloncesto Femenino de 1995
El 25 Campeonato Europeo de Baloncesto Femenino se celebró en Chequia entre el 8 de junio y el 18 de junio de 1995 bajo la denominación EuroBasket Femenino 1995. El evento fue organizado por la Confederación Europea de Baloncesto (FIBA Europa) y la Federación Checa de Baloncesto.
Un total de catorce selecciones nacionales afiliadas a FIBA Europa compitieron por el título europeo, cuyo anterior portador era la Selección femenina de baloncesto de España, vencedor del EuroBasket 1993. 
La Selección femenina de baloncesto de Ucrania conquistó su primera medalla de oro continental al derrotar en la final al equipo de Italia con un marcador de 66-77.  En el partido por el tercer puesto el conjunto de Rusia obtuvo la medalla de bronce al ganar a Eslovaquia.

## Plantilla de Rusia
Evgenija Nikonova, Aleksandra Latyševa, Irina Rutkovskaja, Nadežda Marilova, Elena Baranova, Natal'ja Svinuchova, Žanna Keller, Elena Mozgovaja, Irina Sumnikova, Jelen Šakirova, Tat'jana Larina, Marina Burmistrova. Seleccionador:  Evgenij Gomel'skij
| Predecesor: Italia 1993 | Campeonato Europeo de Baloncesto Femenino 25 edición | Sucesor: Hungría 1997 |